# Leucozona lucorum
Leucozona lucorum је инсект из реда двокрилаца који припада породици осоликих мува. 

## Распрострањење
Ово је Холарктичка врста осолике муве, њено распрострањење је у Севрној Америци, Европи и Азији. У Србији је присутна само на високом планинама на локацијама преко 1000 мнв. Насељава влажна станишта унутар шумских екосистема.

## Опис
Дужина тела Leucozona lucorum је 10 - 12 мм. Крила имају средишњу црну тачку, тело је наранџасто без жутих пруга. Слична врста која се јавља у средњој Европи је Leucozona inopinata. Имаго ове осолике муве је активан од маја до јула месеца. Ларве се хране лисним вашима.

## Синоними
- Conops praecinctus Scopoli, 1763
- Leucozona differens Frey, 1946
- Leucozona pellucens (Harris, 1780)
- Musca lucorum Linnaeus, 1758
- Musca pellucens Harris, 1780
- Syrphus asiliformis Fabricius, 1777